# Ponte Honestino Guimarães

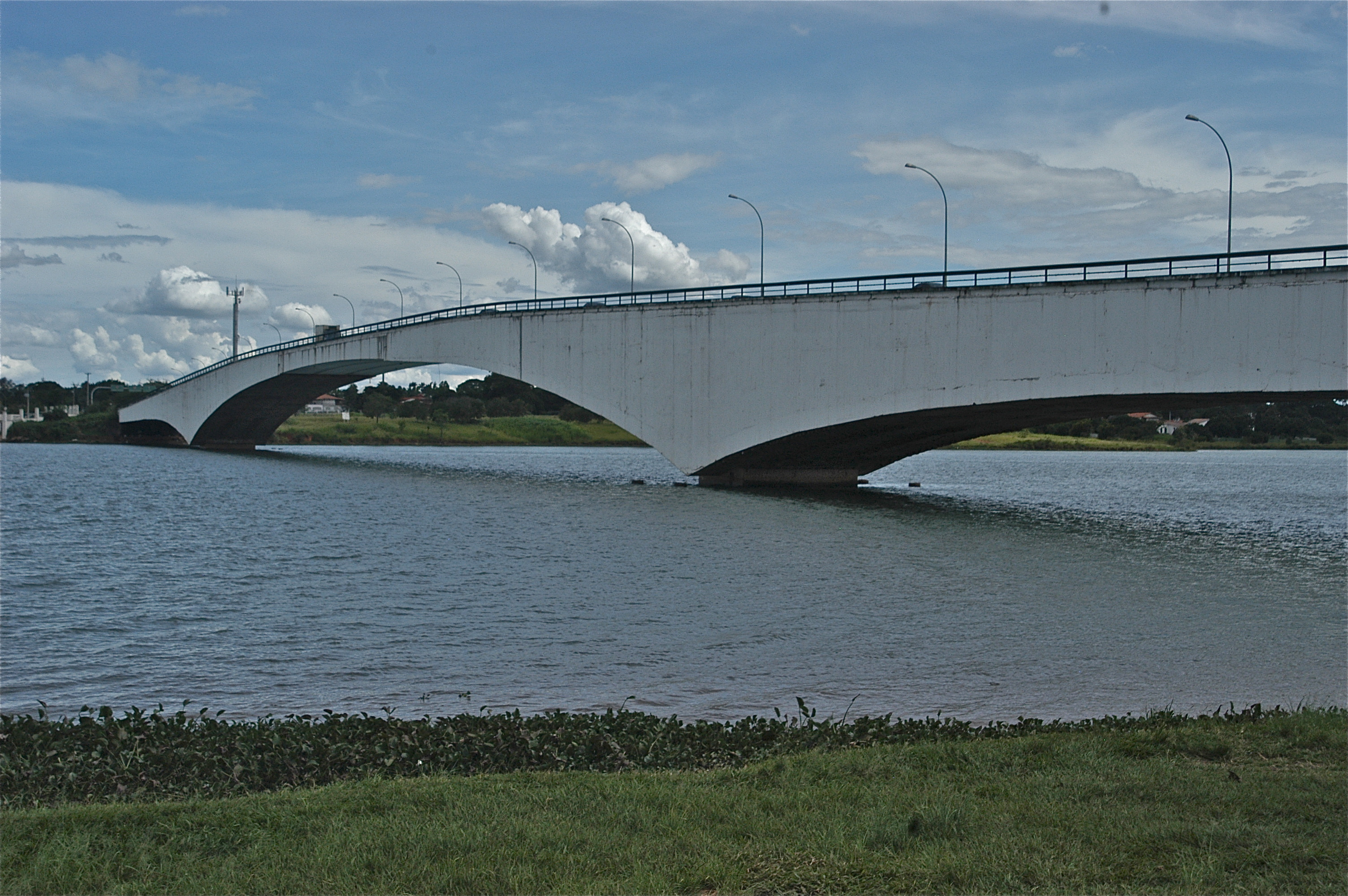
Ponte Honestino Guimarães

A Ponte Honestino Guimarães é uma das quatro pontes sobre o Lago Paranoá, em Brasília. Inaugurada em 1976, tem 452 metros de extensão e liga o Setor de Clubes Sul e o pontão do Lago Sul, com acesso à Península dos Ministros e à Quadra 11 do Lago Sul. O desenho da ponte é de Oscar Niemeyer, que a chamou originalmente de Ponte Monumental. 
Quando foi inaugurada pelo presidente Ernesto Geisel a ponte recebeu o nome de Arthur da Costa e Silva para homenagear outro presidente da ditadura militar. Desde a redemocratização foram realizadas várias tentativas de troca de nome com propostas oficiais e atos simbólicos.
A ponte utilizou o nome Honestino Guimarães pela primeira vez em 2015, mas a troca de nome foi revertida por decisão judicial em 2017. Em 2021 um projeto de lei aprovado pela Câmara Legislativa do Distrito Federal alterando o nome novamente para Honestino Guimarães foi vetado pelo governador Ibaneis Rocha, mas em 2022 o veto foi derrubado e a ponte passou a utilizar seu nome atual.

## História
| |  | |
| Oscar Niemeyer desenhou a ponte, que ele chamava de Ponte Monumental, e acabou sendo a única projetada por ele que foi construída. |  | Costa e Silva, o segundo presidente do Regime Militar, foi homenageado com o nome da ponte quando ela foi inaugurada. |

A Ponte Honestino Guimarães tinha como objetivo ligar o Setor Residencial da Península Sul ao Plano Piloto. Quem precisava fazer este caminho antes da existência da ponte tinha que ir até a Estrada Parque Dom Bosco (DF-025) e a Estrada Parque Aeroporto (DF-047), contornando o Paranoá.
Foi o único projeto executado de uma ponte do arquiteto Oscar Niemeyer, tendo sido feito em 1967. Possui um arco suave que segundo nota poética do próprio Niemeyer em seu projeto "deve apenas pousar na superfície como uma andorinha tocando a água". O desenho criado por ele pretendia deixar os blocos de fundação invisíveis, com apenas dois pontos tocando a água, o que gerava um vão de duzentos metros. 
Após certa polêmica por não constar no projeto original de Brasília, em 1969, o edital de construção foi vencido pela Sobrenco Ltda. A empresa, porém, encontra problemas com o solo na área, precisou fazer modificações junto com Niemeyer, adiando as obras. As obras só começam em junho de 1970, mas diversos acidentes com os materiais da obras - cabos destinados a protensão afundando, flutuadores se perdendo com as ondas do lago - e de organização da própria empresa levaram a obra a ser paralisada na metade, em 1971. Após um acidente com a mesma empresa no Rio de Janeiro e os problemas na obra brasiliense, a Sobrenco e o governo rescindem o contrato.
O atraso das obras da ponte levou a construção, as pressas, da Ponte das Garças. Anos se passam, e em março de 1974, o novo governador Elmo Serejo promete a entrega da ponte, que teve parte de seu sistema de concreto protendido abandonado em prol de uma estrutura metálica (viga gerber) no vão central. A construtora ECEL assume as obras, que avançam rapidamente, recuperando as partes problemáticas e reforçando as fundações.
No dia 6 de fevereiro de 1976, a ponte finalmente é inaugurada pelo presidente Ernesto Geisel. A abertura da ponte consolida o Lago Sul, que é definitivamente ocupado.

## Estrutura

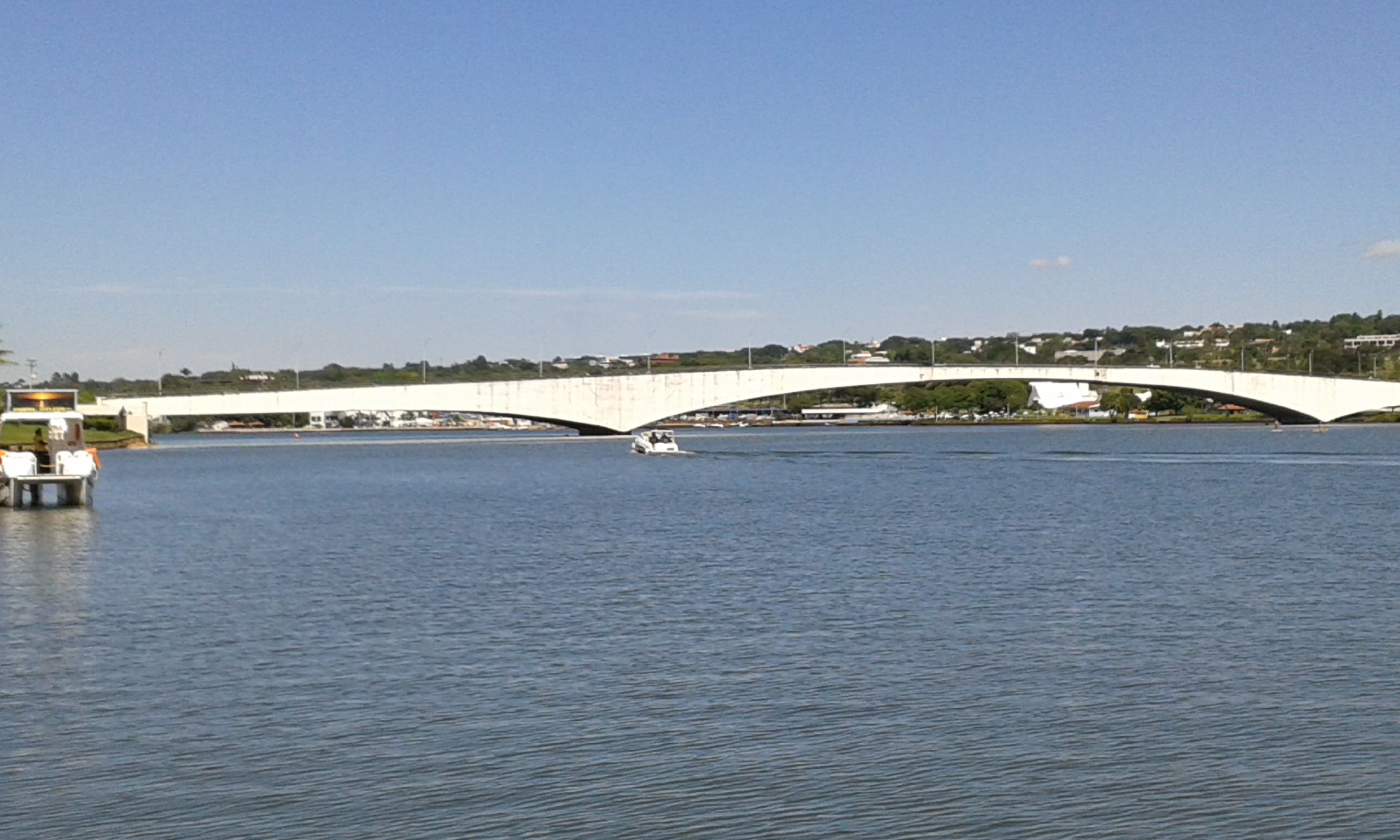
Niemeyer queria que a ponte apenas pousasse na superfície, comparando com uma andorinha.

Dentro da construção civil, as pontes são associadas aos engenheiros civis, que tem maior conhecimento estrutural. Arquitetos, porém, também tem conhecimento da área. Oscar Niemeyer desenhou a ponte cerca de quinze anos depois dos primeiros desenhos de Brasília, mas as soluções estruturais dos palácios e da ponte são similares, demonstrando o conhecimento em estruturas do arquiteto. Ele considerou a ponte um monumento sobre o lago, do qual veio seu nome original, Ponte Monumental.
A ponte tem 452 metros no total. A espessura do vão central dependia de seus vãos laterais: o vão central de 220 metros é associado aos vãos laterais menores, que tem 110 metros cada, garantindo o engastamento. Quando foi aberta, o vão era o maior do mundo no gênero viga-reta. O projeto era de uma ponte de concreto protendido, mas após os atrasos a ponte ganhou um parte de viga gerber, estrutura metálica fabricada em Volta Redonda. 

## Os nomes
Quando a idealizou, Oscar Niemeyer a chamou "Ponte Monumental", entretanto, quando a ponte foi inaugurada, foi rebatizada de "Ponte Costa e Silva" pelo então presidente Ernesto Geisel homenageando seu antecessor militar Costa e Silva.
Nomear obras com o nome dos ditadores foi uma prática comum no regime, entretanto, pelo fato de estar homenageando um líder de estado durante a Ditadura militar (1964-1985), conhecida por fechar o Congresso Nacional, cassado direitos e partidos políticos com o AI-5 e ser ligado à desaparecimentos, torturas e assassinatos a alteração de nomes foi realizada em várias partes após a redemocratização. No Rio de Janeiro, outra ponte também feita na época também foi nomeada em homenagem a Costa e Silva: a Ponte Rio–Niterói. A ponte fluminense passou por um processo de mudança de nome para Ponte Herbert de Souza mas que acabou negado pela justiça. Em Brasília, não foi diferente: a mudança do nome da ponte foi proposta por diversas vezes em 1999, 2003 e 2012.
Com esse argumento, em 2012 a ponte foi alvo de uma intervenção por parte do coletivo de arte urbana Trans-verso, que "rebatizou" a ponte alterando as placas indicativas para o nome do sambista pernambucano Bezerra da Silva. O ato causou repercussão.
Em 2015, o projeto de lei PL 130/2015, do deputado distrital Ricardo Vale, do Partido dos Trabalhadores (PT) foi aprovado no dia 7 de janeiro, mudando o nome da ponte para Honestino Guimarães. Honestino participou do movimento estudantil na Universidade de Brasília (UnB) durante o período da ditadura, foi perseguido e desapareceu em 1973 sob circunstâncias ainda não apuradas, mas com responsabilidade assumida pelo Estado. Em Brasília, ele também dá nome ao Museu Nacional.
A edição da lei que renomeou a ponte foi questionada na judiciário em 2017, em razão da falta de participação popular na escolha do novo nome, tese acolhida pelo Juízo da Vara do Meio Ambiente do Distrito Federal. Foi determinado que um novo processo de escolha seja aberto, mas que a sinalização atual seja mantida até a nova decisão, por questão de economia. A decisão foi alvo de recursos pelo Conselho Especial do TJDFT. Em novembro de 2018, o TJDF julgou improcedente a troca sem consulta publica, retornando assim ao nome original.
Em março de 2019, uma nova intervenção foi feita na ponte, reivindicada pelo Movimento de Mulheres Olga Benário. Nessa intervenção, a placa que indica o acesso à ponte foi adesivada com o nome da vereadora carioca Marielle Franco, na data em que seu assassinato completou um ano. Tal ação se repetiu meses mais tarde em julho do mesmo ano, tendo o movimento registrado a ação nas redes sociais.
Em 2021 o projeto de lei distrital 1.697/2021 que novamente altera o nome da ponte para Honestino Guimarães foi aprovado. Entretanto, o governador Ibaneis Rocha vetou o projeto de lei justificando "o momento histórico que não pode ser esquecido, aliado à decisão proferida pelo Conselho Especial do Tribunal de Justiça do Distrito Federal e Territórios".
Em decisão da Câmara Legislativa do Distrito Federal, em 13 de dezembro de 2022, o veto do governador Ibaneis Rocha foi derrubado por 17 votos a favor e 4 contra e a ponte voltou a se chamar ponte Honestino Guimarães.